# Mes documents
 (août 2020).
Si vous disposez d'ouvrages ou d'articles de référence ou si vous connaissez des sites web de qualité traitant du thème abordé ici, merci de compléter l'article en donnant les références utiles à sa vérifiabilité et en les liant à la section « Notes et références ».
« Mes documents » est, en informatique, avec les systèmes d'exploitation de Microsoft Windows,  le nom d'un dossier spécial dans le disque dur de l'ordinateur qui regroupe le plus souvent les fichiers personnels de l'utilisateur : de la musique, des images, des fichiers de traitement de texte, etc.

## Début
Le dossier « Mes documents » a été introduit pour la première fois sur Windows 98 en tant qu'espace pour enregistrer les fichiers créés par l'utilisateur. Le dossier était placé au dossier racine de là où est installé Windows et était affiché sur le bureau de l'utilisateur.
Sur Windows 2000, Windows XP et Windows Server 2003, le dossier Mes documents est, par défaut, directement placé dans le dossier personnel de l'utilisateur : Documents and Settings\[Utilisateur]\Mes documents, sur le même disque dur et la même partition que Windows. L'utilisateur a la possibilité de désigner tout autre emplacement pour son dossier « Mes documents » en modifiant ses « propriétés ».
Sur Windows Vista, ce dossier spécial a été renommé en Documents, et tous ses sous-dossiers se trouvent au même emplacement que lui, et portent des noms comme Ma musique, Mes images, etc. ; ils sont tous dans Utilisateurs\[Utilisateur].

## Autres dossiers du même type
- Mac OS X créé un dossier « Documents » dans le dossier « Users/[Nom de l'utilisateur] ».
- Sur Ubuntu, le dossier personnel se trouve dans « /home/[Nom de l'utilisateur]/Dossier personnel ».